# René Pirolley
René Pirolley est un nageur français né le 17 octobre 1931 à Mont-Saint-Aignan et mort le 26 mars 2013 à Antibes.

## Carrière
Il est membre de l'équipe de France aux Jeux olympiques d'été de 1948 et aux Jeux olympiques d'été de 1956, prenant part au 100 mètres dos en 1948 et au 200 mètres papillon en 1956 ; il échoue à chaque fois en séries de qualification.
Il est aussi médaillé d'argent du relais 4x100 mètres quatre nages aux Jeux méditerranéens de 1959 à Beyrouth.
Il a été champion de France de natation en bassin de 50 mètres sur 100 mètres papillon en 1958 et 1959 et sur 200 mètres papillon en 1955, 1956, 1957, 1958, 1959, 1960 et 1961.
Il a détenu le record de France de natation messieurs du 200 mètres papillon de 1957 à 1963.
En club, il a été licencié au Cercle des nageurs de Marseille et au Racing Club de France.

## Décoration
- Chevalier de l'ordre du Mérite sportif‎ à titre exceptionnel (1959)[2]